# Abaazhvaju (Tjina)
Abaazhvaju (en georgiano: აბააჟვახუ) o Abaazhu-Aju (en abjasio: Абаажә Ахәы) es una aldea que pertenece a la parcialmente reconocida República de Abjasia, dentro del distrito de Ochamchire, aunque de iure es parte del municipio de Ochmachire de la República Autónoma de Abjasia de Georgia.

## Toponimia
El antiguo nombre de Abaazvaju es Tiliti (en georgiano: თილითი). 

## Geografía
Abaazhuaju está en el margen derecho del río Tsjenishtskari en la ladera sur de los montes de Kodori, a 25 km de Ochamchire. La aldea se administra desde el pueblo de Tjina.  

## Historia
Aquí estaba el palacio de los Católicos de Abjasia (se conservan las ruinas con el nombre de "Tlut-abaa"). En los años 80 del siglo XVII, la población georgiana fue reemplazada por la población abjasia y el pueblo recibió el nombre de Abaazvaju, que en abjasio significa "la colina de la antigua fortaleza".